# Раброво
Ра́брово (болг. Раброво) — село у Видинській області Болгарії. Входить до складу общини Бойниця.

## Населення
За даними перепису населення 2011 року у селі проживали 446 осіб, з них 258 осіб (92,1%) — болгари.
Розподіл населення за віком у 2011 році:
Динаміка населення:

## Люди
В селі народився Іванов Трифон Первулов (*1918) — вчений в області технології вина.